# Marco Lusini
Marco Lusini (né à Sienne,  le 8 septembre 1936, mort à Florence,  le 3 octobre 1989) est un peintre, sculpteur, photographe et poète italien.

## Biographie
Né à Sienne, Marco Lusini y fréquente l'école d'art avant de déménager à Florence en 1960. C'est dans cette ville, qu'il s'implique dans le studio de photographie Bazzechi avant de devenir bien connu en tant que peintre et d'atteindre la célébrité dans toute la région de Florence. 
Elvio Natali, critique d'art, note que le sujet récurrent chez Lusini est « L'image humaine, que ce soit l'image d'une femme ou l'image d'un homme, souvent asexuée, comme un symbole d'une destinée commune et indifférenciée ». Il note toutefois que le travail de Lusini traverse plusieurs cycles, dont Les Amants, Les Visages mystérieux, Un hommage à Brecht, La Femme objet et Les Paysages oniriques.